# Saint-Pierre-des-Champs

Saint-Pierre-des-Champs este o comună în departamentul Aude din sudul Franței. În 1 ianuarie 2022 avea o populație de 202 de locuitori.